# Amour, quand tu nous tiens...
Pour plus de détails, voir Fiche technique et Distribution.
Amour, quand tu nous tiens... (The Yankee Consul) est un film américain réalisé par James W. Horne, sorti en 1924.

## Synopsis
L'état de dépression de Dudley Ainsworth inquiète ses amis, qui pensent qu'il a juste besoin d'avoir du travail pour se chagner les idées. Jack Morrell lui assure un poste dans une agence de tourisme. Envoyé sur un bateau à vapeur au départ pour ramener les malles d'un consul à Rio de Janeiro, il se retrouve en haute mer avec Morrell en route pour le Brésil. Pour éviter d'avoir à pelleter du charbon pour son passage, il se fait passer pour le consul américain dont le voyage a été annulé. Sur le bateau, il rencontre Margarita Carrosa et lorsqu'il débarque, il se retrouve impliqué dans un complot mêlant Margarita et des voleurs. Ces derniers prévoyent de dérober un coffre fort appartenant à la femme, qu'elle prétend posséder, au nom du consulat américain. Margarita est prise en otage par les voleurs et Ainsworth envoie un message à la marine américaine avant de se précipiter vers un domaine où Margarita est retenue captive. Ainsworth se rend au château où la jeune femme est retenue, se bat, libère Margarita et chasse les méchants jusqu'au consulat. L'amiral de la marine arrive avec le vrai consul pour révéler que l'ensemble des événements était une farce jouée à Ainsworth par ses amis pour le faire travailler. Cependant, il s'est vraiment intéressé à Margarita.

## Fiche technique
- Titre : Amour, quand tu nous tiens...
- Titre original : The Yankee Consul
- Réalisation : James W. Horne
- Scénario : Lewis Milestone et Raymond Griffith d'après la pièce de Henry Martyn Blossom et Alfred G. Robyn
- Directeur de la photographie : Max Dupont
- Pays d'origine : États-Unis
- Format : Noir et blanc - 1,33:1 - Film muet
- Genre : comédie
- Date de sortie : 1924

## Distribution
- Arthur Stuart Hull : Jack Morrell
- Douglas MacLean : Dudley Ainsworth
- Patsy Ruth Miller : Margarita
- Stanhope Wheatcroft : Leopoldo
- Eulalie Jensen : Donna Theresa
- Lee Shumway : Purser of S.S. President
- Fred Kelsey : Agent John J. Doyle
- George Periolat : Don Rafael Desschado